# La Chapelle-Gaugain
La Chapelle-Gaugain ist eine Commune déléguée in der französischen Gemeinde Loir en Vallée mit 319 Einwohnern (Stand: 1. Januar 2022) im Département Sarthe in der Region Pays de la Loire.
Zum 1. Januar 2017 wurde La Chapelle-Gaugain mit den Gemeinden Ruillé-sur-Loir, Lavenay und Poncé-sur-le-Loir zur neuen Gemeinde (Commune nouvelle) Loir en Vallée zusammengelegt.

## Geographie
La Chapelle-Gaugain liegt etwa 42 Kilometer südöstlich von Le Mans und gehört zum Weinbaugebiet Coteaux du Loir.

## Bevölkerungsentwicklung
| Jahr                      | 1962 | 1968 | 1975 | 1982 | 1990 | 1999 | 2006 | 2013 |
| Einwohner                 | 508  | 460  | 391  | 375  | 347  | 331  | 321  | 305  |
| Quelle: Cassini und INSEE |      |      |      |      |      |      |      |      |

## Sehenswürdigkeiten
- Kirche Saint-Blaise aus dem 12. Jahrhundert, Um- und Anbauten aus dem 16. Jahrhundert, Monument historique
- Schloss